# Deirochelys reticularia
Deirochelys reticularia, conhecida popularmente como tartaruga-galinha, é uma tartaruga nativa do sudeste dos Estados Unidos. É o único membro existente do gênero Deirochelys [en] e faz parte da família Emydidae. O nome científico da tartaruga-galinha se refere ao seu pescoço extremamente longo e ao padrão característico de rede na parte superior do casco. Há três subespécies regionalmente distintas (oriental, ocidental e da Flórida), que se acredita terem evoluído quando as populações se separaram durante os períodos de glaciação. Essas subespécies podem ser distinguidas por sua aparência; a tartaruga-galinha-ocidental exibe marcas escuras ao longo das costuras de seu plastrão (parte inferior do casco), enquanto o plastrão da subespécie da Flórida é de cor amarela ou laranja brilhante. Registros fósseis mostram que a tartaruga-galinha está presente na região há até cinco milhões de anos.
As tartarugas-galinha habitam corpos d'água rasos, parados ou de movimento lento, com muita vegetação e um substrato lamacento. Elas não são encontradas em rios ou lagos mais profundos que podem abrigar predadores como jacarés e peixes grandes. A tartaruga-galinha é predominantemente carnívora e se alimenta principalmente de invertebrados, como lagostins, libélulas e aranhas, mas também é conhecida por comer girinos, carniça e, ocasionalmente, material vegetal. É uma caçadora ativa e seu pescoço longo lhe permite capturar presas que se movem rapidamente. Embora a alimentação e o acasalamento ocorram em ambientes aquáticos, a tartaruga-galinha está muito bem adaptada à vida terrestre e pode passar mais da metade do ano fora da água. Como muitos répteis, ela passa a maior parte do dia tomando sol para regular a temperatura corporal, mas, diferentemente da maioria das outras tartarugas aquáticas, ela hiberna durante os meses de inverno, exceto nas regiões mais quentes e ao sul de sua área de distribuição.
A tartaruga-galinha é relativamente pequena em comparação com outras tartarugas semelhantes, com os machos medindo cerca de 16,5 cm e as fêmeas cerca de 26 cm. Ela também é uma das tartarugas de vida mais curta do mundo, atingindo uma idade máxima de 20 a 24 anos. Acredita-se que existam cerca de 100.000 tartarugas-galinha adultas na natureza. Embora a população como um todo seja considerada segura, seu status em algumas áreas é menos seguro e vários estados a listaram como ameaçada ou introduziram regulamentações para controlar a caça ou a captura. A palavra “galinha” no nome vernacular da tartaruga é aparentemente uma referência ao sabor de sua carne, que já foi popular na sopa de tartaruga [en] e comumente vendida nos mercados do sul dos Estados Unidos.

## Taxonomia e evolução

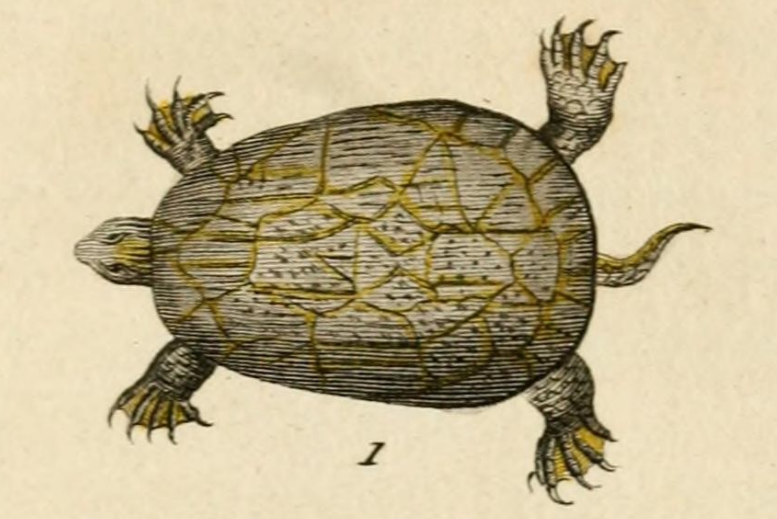
Desenho que acompanha a descrição de Latreille de 1801 da espécie Testudo reticularia.

A espécie foi descrita pela primeira vez em 1801, de forma independente, por dois zoólogos franceses: como Testudo reticularia por Pierre André Latreille, e como Testudo reticulata por François Marie Daudin [en]. Ambas as descrições foram baseadas em desenhos e em um único espécime coletado por Louis-Augustin Bosc d’Antic nas proximidades de Charleston, Carolina do Sul, alguns anos antes. Estudos posteriores colocaram a tartaruga-galinha em vários gêneros relacionados (Emys [en], Clemmys [en] e  Terrapene) antes de Louis Agassiz atribuí-la ao gênero atual em 1857. Ele distinguiu a D. reticularia de outros membros norte-americanos da família Emydidae pelo comprimento do pescoço e da Chelodina australiana pela articulação das vértebras do pescoço. Em sua comparação de 1940 das descrições originais de Latreille e Daudin, o naturalista Francis Harper [en] determinou que a de Latreille havia sido publicada primeiro, daí o nome específico atualmente aceito.
A tartaruga-galinha é a única espécie existente no gênero Deirochelys [en]. Sua família parental é a Emydidae, as tartarugas de pântano de água doce, que são encontradas em todos os continentes, exceto na Austrália e na Antártica. O nome do gênero é derivado das palavras em grego antigo para “pescoço” (deirḗ) e “tartaruga” (khélūs), uma referência ao pescoço particularmente longo da espécie. O epiteto específico reticularia vem do latim para “semelhante a uma rede” ou “reticulada” (reticulatus), provavelmente em alusão à carapaça padronizada da tartaruga (parte superior do casco).

### Subespécies
Há três subespécies distintas de tartaruga-galinha, conforme descrito por Albert Schwartz [en] em 1956, a partir de um estudo de 325 espécimes:
- A tartaruga-galinha-oriental (D. r. reticularia) é a tartaruga originalmente descrita por Latreille em 1801. É a maior das tartarugas-galinha, com machos medindo até 16,5 cm e fêmeas até 26 cm.[18] Ela se distingue das outras subespécies pela coloração de sua carapaça, que é de oliva a marrom com uma borda amarela.[2] O plastrão (parte inferior da carapaça) às vezes apresenta uma mancha de cor.[19] Seu pescoço estendido é especialmente longo, às vezes tão longo quanto a própria carapaça.[20]

- A tartaruga-galinha-da-Flórida (D. r. chrysea) tem a carapaça com o padrão mais distinto de todas as tartarugas-galinha, apresentando uma ampla reticulação amarelo-alaranjada.[2] A carapaça é cuneiforme, especialmente nos machos e nos filhotes,[21] com machos medindo até 16,5 cm e fêmeas até 26 cm.[22] O nome da subespécie chrysea vem do latim e significa “dourado”, devido à cor amarela ou laranja brilhante de seu plastrão.[23][21]

- A tartaruga-galinha-ocidental (D. r. miaria) é a menor das três subespécies; os machos têm um comprimento máximo de carapaça de 16,1 cm e as fêmeas de 21 cm.[22] As listras na cabeça e no pescoço são de cor mais clara (creme ou amarelo pálido) em comparação com outras tartarugas-galinha,[24] e seu plastrão apresenta um padrão escuro ao longo das costuras.[25] O epíteto da subespécie miaria deriva do grego para “manchado”, referindo-se a esse padrão.[26] Sua carapaça tem formato oval e é mais plana do que a das outras subespécies.[27]

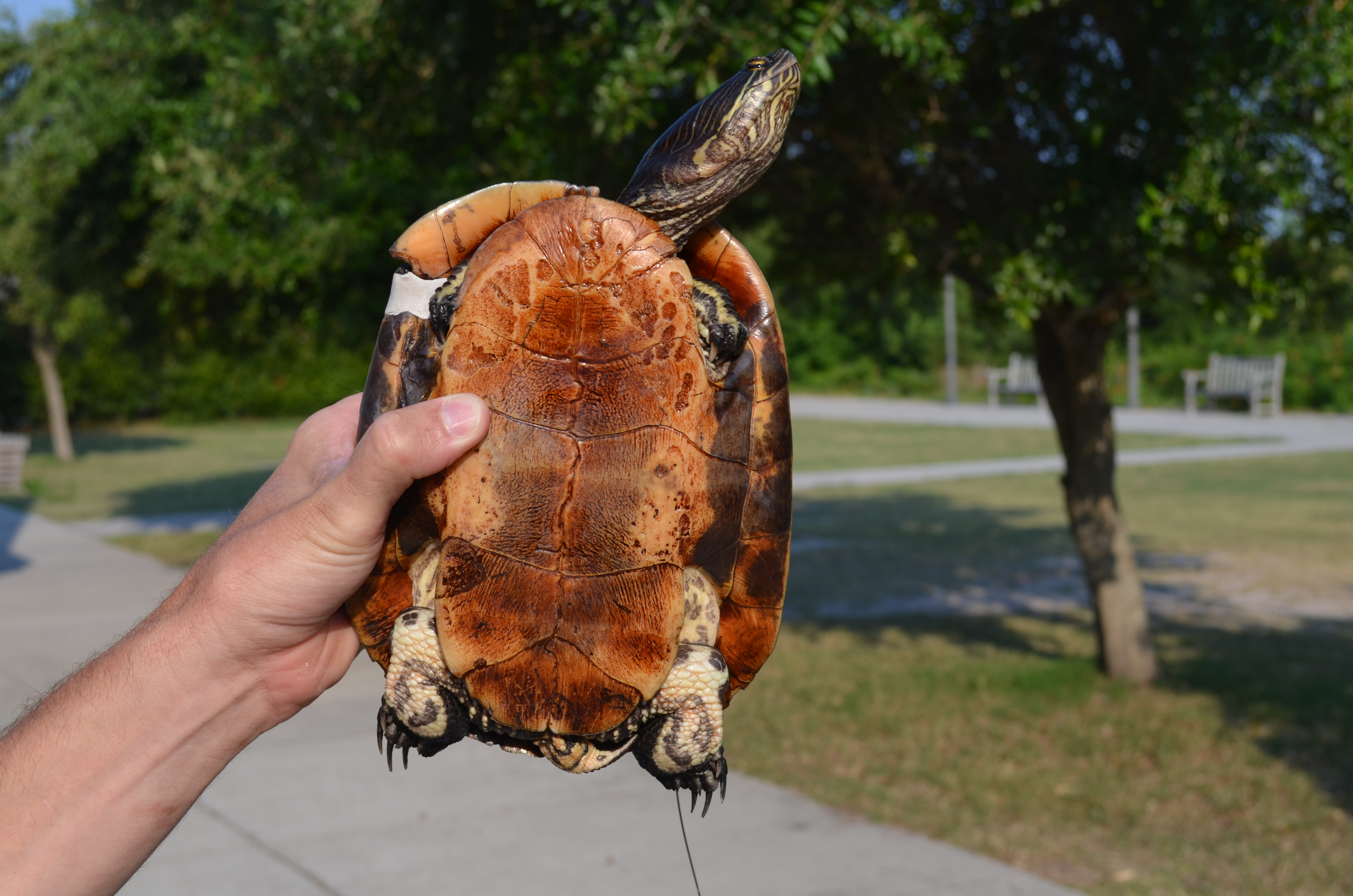
O plastrão da tartaruga-galinha-oriental (D. r. reticularia) às vezes apresenta uma mancha indistinta de cor.

Schwartz considerou que a D. r. reticularia é provavelmente a mais reminiscente dos ancestrais de Deirochelys e que as outras duas subespécies provavelmente se desenvolveram a partir dela. A tartaruga-galinha-ocidental é a mais divergente das três subespécies, sugerindo um período mais longo de separação, possivelmente depois que as populações foram separadas umas das outras durante um período de glaciação. Da mesma forma, a D. r. chrysea se desenvolveu a partir de uma separação populacional posterior, um fenômeno comum na península da Flórida, que é geograficamente diversa. Estudos do DNA mitocondrial da tartaruga-galinha apoiam essa teoria de divergência anterior da subespécie ocidental em relação às duas orientais. Acredita-se que o rio Mississippi impeça a intergradação (a presença de populações que compartilham características de duas subespécies) entre a D. r. miaria e a D. r. reticularia, uma vez que a tartaruga-galinha geralmente não habita rios ou águas em movimento. No entanto, são conhecidos exemplos de intergradação entre a tartaruga-galinha-oriental e a tartaruga-galinha-da-Flórida, com vários espécimes coletados no centro-norte da Flórida.

### Registro fóssil
Os ancestrais da tartaruga-galinha e das tartarugas relacionadas do gênero Chrysemys [en] podem ter estado presentes na América do Norte por até 40 milhões de anos. Em 1978, Dale Jackson considerou que a D. reticularia tinha “um dos registros evolutivos mais completos de qualquer tartaruga recente”. Foram encontrados fósseis em toda a sua área de distribuição atual; exemplos que datam do Plioceno (aproximadamente 5,33 a 2,58 milhões de anos atrás) até antes do início do Holoceno (há cerca de 11.700 anos), foram descobertos na Flórida, além de fósseis do Pleistoceno na Carolina do Sul. Um fóssil encontrado no Condado de Alachua, Flórida, datado do Plioceno médio, foi originalmente considerado como pertencente à D. reticularia, mas foi posteriormente identificado por Jackson como um parente extinto, D. carri. Essa espécie era um pouco maior do que seu parente moderno e sua concha tinha aproximadamente o dobro da espessura. Outros fragmentos fósseis do Hemingfordiano [en] (20,6 a 16,3 milhões de anos atrás) são considerados como pertencentes a membros ainda mais antigos e primitivos do gênero.

## Descrição

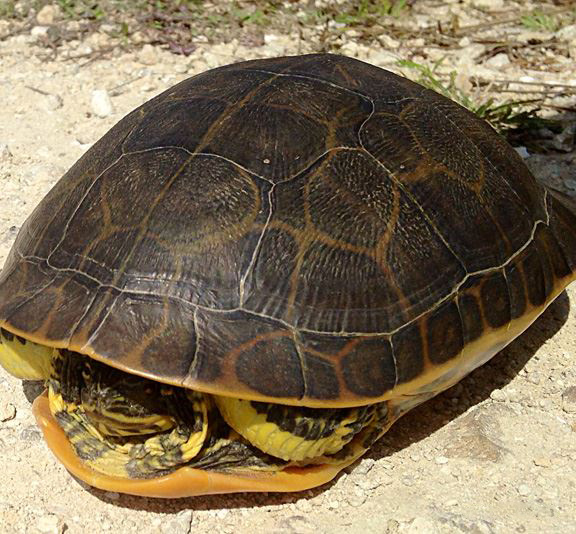
Tartaruga-galinha adulta grande com o padrão reticulado na carapaça claramente visível.

A tartaruga-galinha se assemelha à tartaruga-pintada (Chrysemys picta) e a algumas espécies do gênero  Pseudemys na aparência, mas tem um pescoço excepcionalmente longo que se aproxima do comprimento de sua carapaça. Ela também costuma ter manchas pretas na parte inferior da carapaça, que não estão presentes nessas outras espécies. A carapaça da tartaruga-galinha é alongada e em forma de pera, com a metade traseira visivelmente mais larga do que a dianteira. Sua cor varia de verde-escuro a marrom e apresenta um padrão distinto de rede amarelada em toda a sua superfície superior. Os escudos da parte superior do casco têm uma textura estriada ou enrugada e são ásperos ao toque. Sob o casco, a tartaruga-galinha tem costelas particularmente finas, supostamente desenvolvidas para acomodar seu pescoço longo e musculoso. Embora a tartaruga-galinha compartilhe características morfológicas com a  tartaruga-de-Blanding (Emydoidea blandingii), como essas costelas alongadas e o formato do crânio, a análise de DNA mostrou que elas não são parentes próximas.
As descrições da tartaruga-galinha discordam quanto à cor de base de sua pele, mas geralmente é relatado que ela é mais escura do que a carapaça, variando de oliva a marrom e preto. Uma das características distintivas da D. reticularia é uma ampla faixa amarela nas patas dianteiras. A pele do pescoço e da cabeça também tem listras claras, embora mais estreitas, enquanto a cauda e as pernas traseiras apresentam marcas amarelas verticais. A cabeça em si é alongada, com um focinho um pouco pontudo, mas sem outras características distintivas, e os dígitos dos pés são palmados e têm garras nas pontas.
Em comparação com outras tartarugas, a tartaruga-galinha é de tamanho pequeno a médio. O comprimento dos adultos varia de cerca de 10 a 25 cm, com um comprimento médio de cerca de 13 cm. A largura da carapaça corresponde a aproximadamente 65% do seu comprimento. As tartarugas-galinha adultas apresentam certo grau de dimorfismo sexual; as fêmeas são maiores e mais pesadas do que os machos, embora os machos tenham caudas mais longas e mais grossas. Ao contrário da tartaruga-pintada, não há diferença entre os sexos em termos de comprimento das patas dianteiras.
Os filhotes de tartarugas-galinha medem aproximadamente 28-32 mm e pesam cerca de 8-9 g. O casco é muito mais redondo do que o dos adultos, e o casco e a pele são consideravelmente mais brilhantes, com um número maior de listras claras. Os filhotes de tartarugas-galinha-ocidentais eclodem com as marcas escuras distintas em seu plastrão já presentes.

## Distribuição

### Área de distribuição
A tartaruga-galinha é encontrada em todo o sudeste dos Estados Unidos; sua área de distribuição se estende da planície costeira do Atlântico e de estados como Carolina do Norte, Carolina do Sul, Geórgia e Flórida para o oeste, passando pela planície costeira do Golfo até o rio Mississippi. Ela tende a permanecer nas áreas costeiras e está praticamente ausente do planalto de Piedmont [en] e das regiões mais montanhosas no norte desses estados. A oeste do rio, seu território se estende até o norte do Missouri e até o oeste de Oklahoma e do centro do Texas. Em toda a sua área de distribuição, a tartaruga galinha pode habitar centenas ou possivelmente milhares de zonas úmidas, embora as populações em qualquer local específico sejam geralmente pequenas.

#### Tartaruga-galinha-oriental

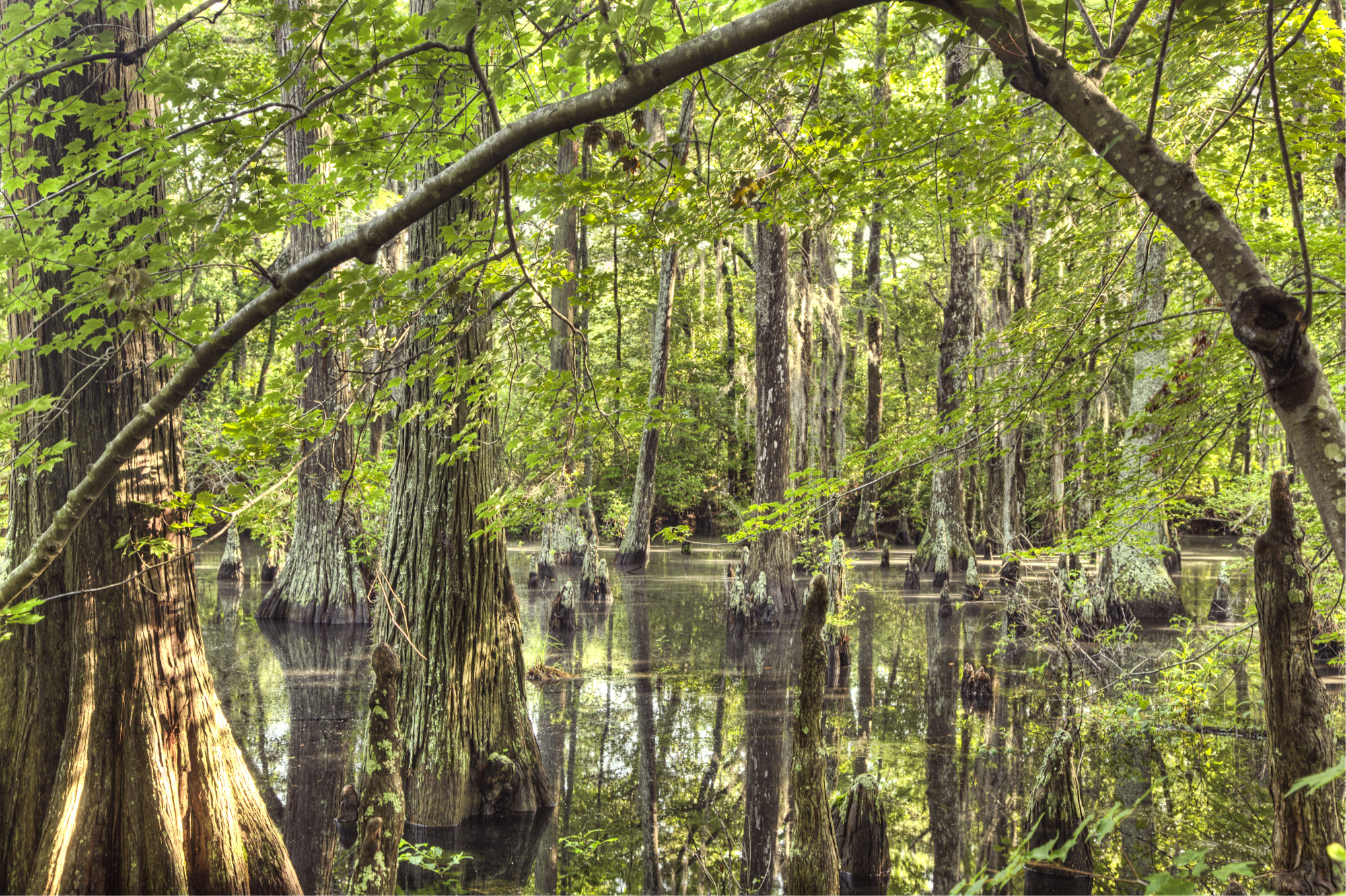
Pântano de ciprestes no en, Virgínia - não se sabe se as tartarugas-galinha ainda estão presentes aqui.

A tartaruga-galinha-oriental é a mais difundida das três subespécies, com espécimes conhecidos em oito estados americanos. A maior parte de seu território começa nas margens orientais do rio Mississippi, no sudeste da Louisiana, e se estende para o leste ao longo da planície costeira do Golfo do México. Além da região costeira no sul do estado, não está presente na maior parte do Mississippi, com exceção de uma pequena população na bacia de drenagem do rio Tombigbee. No Alabama, também é comumente encontrada em toda a planície costeira na metade sul do estado. Também está presente mais ao norte, na região de Ridge and Valley da cordilheira dos Apalaches, embora seja menos comum.
Na Geórgia, Carolina do Sul e Carolina do Norte, a tartaruga-galinha-oriental é novamente encontrada em todas as regiões costeiras, embora tenham sido registrados espécimes mais para o interior da Carolina do Norte. Ela é abundante no norte da Flórida, especialmente na região de Panhandle, onde é a única subespécie presente. Sua área de distribuição começa a se sobrepor à tartaruga-galinha-da-Flórida na parte centro-norte do estado, com intergradação identificada nos condados de Taylor, Levy, Gilchrist e Clay.
A tartaruga-galinha-oriental também está presente na Virgínia, embora seja muito rara lá. Sabe-se que uma pequena colônia habitava o Parque Estadual First Landing [en] em Virginia Beach, mas vários estudos conseguiram localizar apenas uma fêmea adulta e acredita-se que essa população possa ter sido extirpada. Cerca de 64 km a oeste, um pequeno grupo de cerca de 30 adultos está presente no condado de Isle of Wight. Nenhum desses locais é contíguo ao restante da área de distribuição da tartaruga; não está claro se essas populações são relictos de um grupo nativo e anteriormente mais difundido ou se foram introduzidas na área.

#### Tartaruga-galinha-da-Flórida
Como seu nome sugere, a tartaruga-galinha-da-Flórida é nativa da Flórida e só é encontrada no estado. Ela é relativamente difundida nas partes central e sul do estado, embora não esteja presente em Florida Keys.

#### Tartaruga-galinha-ocidental
A área de distribuição da tartaruga-galinha-ocidental é geralmente restrita a locais a oeste do rio Mississippi, embora tenham sido encontrados espécimes nas margens orientais do rio no noroeste do estado do Mississippi. Sua área de distribuição se estende da planície costeira do Golfo do México no Texas e na Louisiana, em direção ao norte, ao sul e ao leste de Oklahoma e através do Arkansas em direção ao Missouri. Pode ter sido comum nos pântanos da região de Bootheel, no Missouri, mas agora só é encontrada em alguns grupos pequenos no extremo sudeste do estado. Seu território também está diminuindo no Arkansas; grupos difusos agora são encontrados apenas na parte norte da planície costeira do Golfo, no sul do estado, bem como em algumas regiões do Vale do Rio Arkansas [en]. A tartaruga-galinha-ocidental é razoavelmente incomum no Texas, mas sua população é segura. Ela habita as bacias de drenagem de vários rios na metade leste do estado, como o rio Sabine e o rio Neches.

### Habitat
As tartarugas-galinha são semiaquáticas, igualmente confortáveis em habitats de zonas úmidas e em terra. Todas as três subespécies têm preferências semelhantes; elas gostam de corpos d'água calmos, parados ou que se movem lentamente, como lagoas rasas, braços mortos, valas de drenagem, pântanos, brejos, pântanos de ciprestes e baías da Carolina. Em geral, a tartaruga-galinha prefere água com uma profundidade máxima de cerca de 70 cm, mas sabe-se que ela habita lagoas de até 2 m de profundidade. Ela raramente habita águas em movimento, como córregos ou rios, mas às vezes pode colonizar riachos ou poços mais calmos em zonas ripárias. Além disso, ela prefere água doce, evitando água salobra sempre que possível.
A tartaruga-galinha prospera em corpos d'água com vegetação aquática densa e um substrato macio e lamacento. Geralmente, são zonas úmidas efêmeras ou temporárias que secam rapidamente durante o verão ou em períodos de seca. Esses habitats tendem a ser livres de peixes, que competiriam por comida, e de predadores em potencial, como jacarés. Quando ocorre a seca, as tartarugas-galinha migram para a terra e se enterram no solo ou se escondem sob a folhagem para evitar o clima seco. Embora estejam bem adaptadas à vida terrestre, elas raramente abandonam seu habitat original, mesmo durante períodos prolongados de seca, e se mudam para a água assim que ela retorna.
Embora a tartaruga-galinha geralmente não habite ilhas, grupos isolados também são conhecidos na cadeia de ilhas-barreira de Outer Banks, na Carolina do Norte. Esses habitats de floresta marítima [en] são propensos a secar facilmente no verão e podem ser afetados por tempestades e maresia, mas a pesquisa em um desses grupos não encontrou diferenças significativas na longevidade, na taxa de crescimento ou na razão sexual entre os membros dessa população e seus homólogos do continente.

## Comportamento

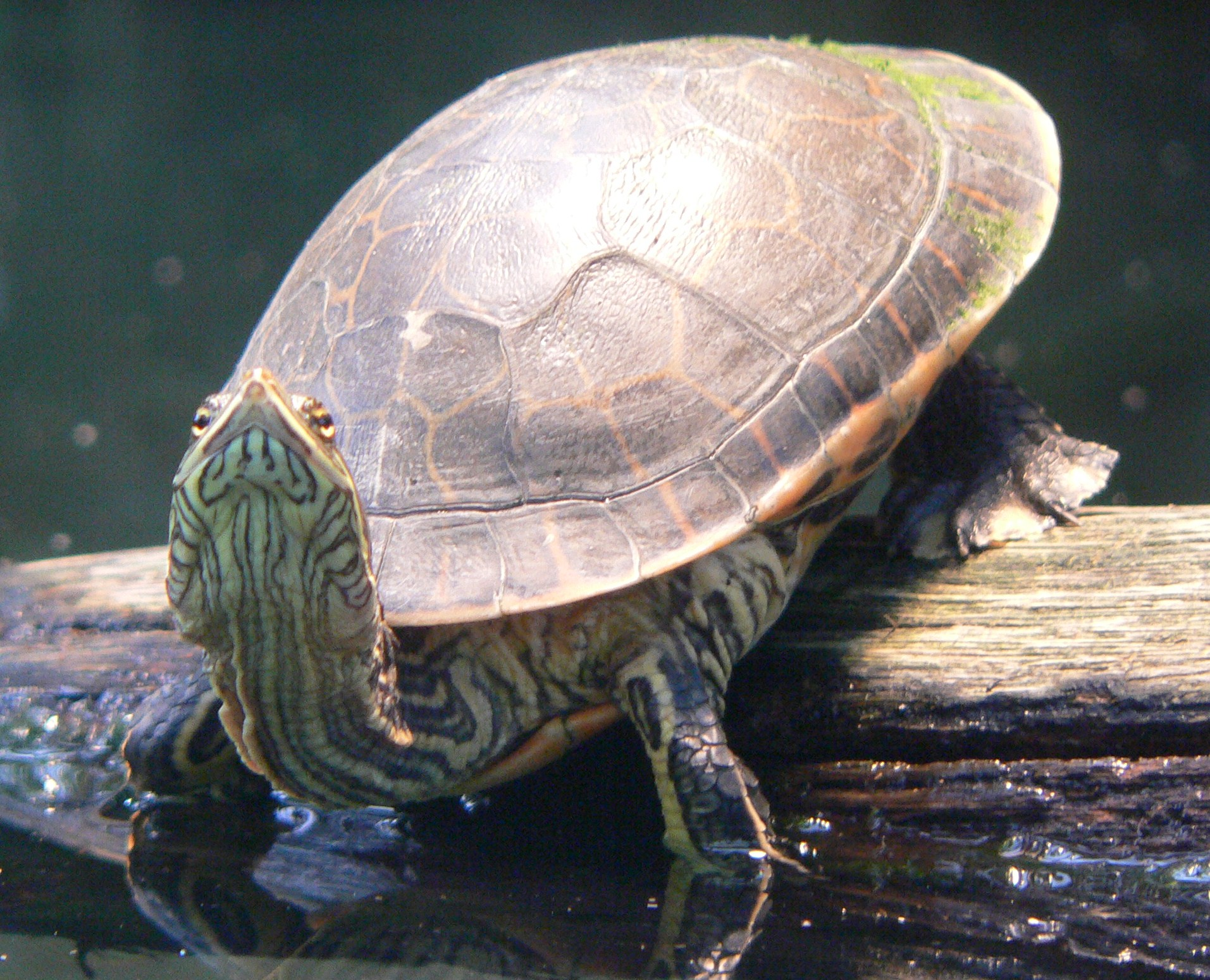
Tartaruga-galinha se aquecendo.

A tartaruga-galinha é diurna; seus principais períodos de atividade, como alimentação e acasalamento, ocorrem pela manhã e no final da tarde, sempre nas horas mais quentes do dia. Como todos os répteis, as tartarugas-galinha têm sangue frio e precisam regular a temperatura corporal. A principal maneira de fazer isso é se aquecendo; elas passam muitas horas ao sol e podem ser vistas com frequência sentadas em troncos ou tocos de árvores com o pescoço estendido. No entanto, elas tendem a passar menos tempo se aquecendo do que seus parentes herbívoros. Para serem ativas, as tartarugas-galinha precisam de uma temperatura corporal interna de cerca de 25,5 °C, portanto, geralmente são mais ativas em dias quentes e nublados do que em dias quentes e ensolarados. Como outras tartarugas, a tartaruga-galinha é extremamente cautelosa enquanto se aquece e pode se assustar facilmente. Algumas são conhecidas por morder e arranhar em resposta a ameaças, enquanto outras são mais tímidas e se retiram do local. Os machos podem apresentar um comportamento particularmente hostil entre si.
Excepcionalmente para uma tartaruga aquática, a tartaruga-galinha é conhecida por hibernar no inverno em toda a parte norte de sua área de distribuição. Ela deixa a água no final de setembro para encontrar um local adequado para o inverno, geralmente na lama e na vegetação em torno das bordas dos lagos e pântanos que habita. Como alternativa, ela pode se enterrar sob folhas caídas em bosques vizinhos ou na lama do fundo de um lago. As tartarugas-galinha hibernantes permanecem fora da água por até seis meses antes de se tornarem ativas novamente na primavera. Elas são capazes de passar longos períodos em terra sem se alimentar devido a seus grandes estoques de gordura corporal. Os primeiros dias de atividade após a hibernação são geralmente dedicados à nidificação e à postura de ovos pelas fêmeas, com os machos emergindo um pouco mais tarde, por volta do início de abril. Na parte mais ao sul de sua área de distribuição, onde os invernos são mais amenos, a tartaruga-galinha permanece ativa durante todo o ano, exceto em dias especialmente frios.
As tartarugas-galinha também são frequentemente encontradas em terra durante os meses de verão, quando os pântanos temporários que habitam secam. Os machos vagueiam pela terra durante esse período e podem percorrer grandes distâncias em busca de água, enquanto as fêmeas grávidas permanecem na zona úmida o maior tempo possível, já que é necessária água extra para a produção de ovos. As tartarugas que não conseguem encontrar um habitat aquático adequado durante anos particularmente secos podem migrar para terrenos mais altos e se enterrar na terra para se submeter à estivação, um período de dormência semelhante à hibernação. As taxas de sobrevivência entre os pequenos filhotes são menores durante esse período, possivelmente porque eles não têm as reservas de gordura e água necessárias para suportar longos períodos sem alimentação. Sabe-se que os indivíduos retornam aos mesmos refúgios terrestres de um ano para o outro. No total, uma tartaruga-galinha pode passar até 285 dias por ano na terra.

## Ciclo de vida

### Acasalamento e nidificação

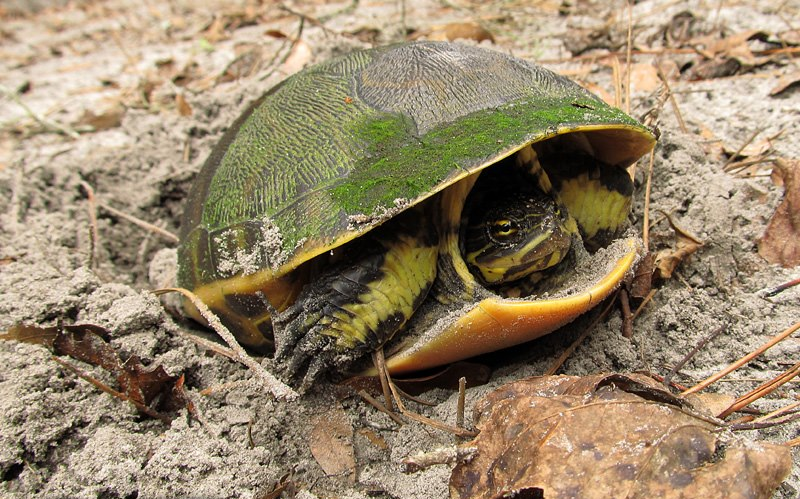
Tartaruga adulta botando ovos (Flórida).

A época de acasalamento da tartaruga-galinha pode ser estimada pelas épocas do ano em que o volume testicular do macho é maior, indicando a produção máxima de esperma. Esse período varia de acordo com o local; na Flórida, os testículos são maiores durante os meses mais quentes do verão, enquanto na Carolina do Sul e no clima um pouco mais frio do Missouri isso ocorre no final da primavera e no início do verão, aproximadamente de maio a julho. No Texas, o namoro pode ocorrer no início da primavera (fevereiro a abril) ou no outono (setembro a novembro). O ritual de acasalamento da tartaruga-galinha é iniciado pelo macho, que nada em um ângulo em direção à tartaruga fêmea até ficar de frente para ela. Em seguida, ele atrai a atenção da fêmea fazendo movimentos curtos e rápidos de natação, olhando para ela e vibrando as patas dianteiras estendidas contra o rosto e o pescoço dela. A cópula ocorre somente se a fêmea estiver receptiva. Não há evidências de inseminação forçada, como às vezes ocorre em outras tartarugas relacionadas. O acasalamento da tartaruga-galinha ocorre em águas rasas, e a reprodução pode ser interrompida por períodos prolongados de tempo seco.
Assim como o acasalamento, o momento da temporada de nidificação depende da latitude. Por exemplo, na Flórida, a nidificação ocorre continuamente entre meados de setembro e o início de março, com a possibilidade de interrupção se o inverno for particularmente frio. Mais ao norte, a nidificação pode começar mais cedo no ano (por volta do final de agosto), mas é sempre interrompida durante os meses mais frios antes de ser retomada na primavera. Na Carolina do Sul e no Arkansas, a nidificação e a postura de ovos podem recomeçar em fevereiro, enquanto que na Virgínia, no extremo norte da área de distribuição da tartaruga-galinha, ela pode não recomeçar até março. Esse padrão de nidificação no inverno e eclosão na primavera é altamente incomum; a tartaruga-galinha é uma das únicas tartarugas nativas da América do Norte a nidificar nessa época do ano. Vários motivos foram sugeridos para o desenvolvimento desse comportamento. Uma hipótese é que ele permite que os filhotes emerjam na primavera, quando há um bom suprimento de alimentos disponíveis e menos concorrência dos filhotes de outras espécies de tartarugas que aparecem mais tarde no ano. Além disso, os predadores de ovos de tartaruga podem ser menos propensos a caçá-los na primavera, quando geralmente há menos ovos para serem encontrados. De forma atípica entre as tartarugas norte-americanas, a tartaruga-galinha fêmea pode reter ovos fertilizados e calcificados em seus ovidutos por vários meses após a cópula, especialmente durante o inverno; esses ovos serão postos na primavera, quando a temporada de nidificação for retomada.
A fêmea faz o ninho em terra, geralmente em solo solto, mas às vezes em solo mais pesado. Ela cava uma cavidade cilíndrica com uma profundidade de cerca de 10 cm e um diâmetro na abertura de aproximadamente 8 cm. Os ninhos geralmente são construídos perto da água, embora se saiba que as fêmeas vagueiam até 280 m em busca de locais adequados. Quando o ninho está pronto, a fêmea deposita uma ninhada de um a dezenove ovos. Os ovos são brancos com uma casca semelhante a couro, e têm formato elíptico, medindo aproximadamente 28-41 mm por 17-25 mm. A massa do ovo varia consideravelmente; uma revisão de oito estudos encontrou médias relatadas entre 9-11 g. A massa parece estar positivamente correlacionada com o tamanho do corpo da fêmea e os ovos postos no outono são significativamente mais pesados do que os postos na primavera. Vários minutos após a postura, a fêmea enche o ninho, varrendo a sujeira sobre os ovos com as patas traseiras até que eles fiquem cobertos. As tartarugas-galinha geralmente põem duas ninhadas de ovos por ano, embora na estação de nidificação ininterrupta da Flórida, as fêmeas sejam conhecidas por produzir até quatro.

### Crescimento e tempo de vida
O período de incubação dos ovos depende do local e da temperatura. No clima mais quente da Flórida, a incubação leva de 78 a 89 dias na natureza, enquanto na Carolina do Sul pode durar até 152 dias. Em condições de laboratório, cujo objetivo era recriar as temperaturas muito frias do solo (tão baixas quanto 4 °C) observadas mais ao norte, a incubação foi estendida até 194 dias. A gema do ovo contém uma proporção muito alta de gorduras, em média 32,5% de matéria seca, que ajuda a nutrir o filhote durante esse longo período no ninho. Dentro do ovo, o embrião passa por um período de pouco ou nenhum desenvolvimento (diapausa) no estágio final da gastrulação. Ele precisa passar por um período de temperaturas frias, em torno de 15 a 22 °C, antes de continuar o desenvolvimento quando a temperatura aumenta para 24 °C. A temperatura durante esse período influencia fortemente o sexo do filhote; em um estudo, 100% dos ovos mantidos a 25 °C produziram tartarugas machos, enquanto que a 30 °C, 89% eram fêmeas.
Quando está pronto para emergir do ovo, o filhote rompe a casca usando seu dente de ovo, uma projeção afiada e semelhante a um espinho em seu bico. As tartarugas-galinha nascidas no outono geralmente permanecem no ninho durante o inverno antes de emergir na primavera, o que significa que os filhotes de ovos postos em fevereiro ou março podem não sair do ninho por mais de um ano. Os filhotes muito jovens são quase circulares, embora, à medida que crescem, sua carapaça se torne menos arredondada e mais alongada. As tartarugas-galinha jovens crescem rapidamente, com aproximadamente 25-44 mm no primeiro ano, dependendo das condições; em anos de seca, o crescimento pode ser mais lento. A taxa de crescimento é altamente variável entre regiões e populações. O crescimento continua até que a tartaruga atinja a maturidade sexual, o que ocorre depois de aproximadamente 2 a 3 anos (ou em um comprimento de plastrão de 75-80 mm) para os machos e cerca de 6 a 8 anos (comprimento do plastrão de 141-155 mm) para as fêmeas. A tartaruga continua a crescer depois de atingir a maturidade, embora de forma consideravelmente mais lenta. As fêmeas que atingem um comprimento de cerca de 180 mm parecem se tornar muito menos ativas em termos de reprodução; elas podem botar ovos apenas a cada duas ou três temporadas de nidificação, ou podem parar de ovular completamente.
A tartaruga-galinha é uma das tartarugas de vida mais curta do mundo. As tartarugas-galinha selvagens foram recapturadas até 15 anos após sua primeira captura, sendo que algumas atingiram uma idade máxima estimada de 20 a 24 anos. Um estudo realizado pelo herpetologista J. Whitfield Gibbons [en] sugeriu que menos de 1% das tartarugas-galinha vivem além dos 15 anos de idade. Em cativeiro, elas podem viver apenas 13 anos. Essa vida útil curta significa que a tartaruga fêmea média fica ativa por menos de dez temporadas de reprodução. Determinar a idade de uma tartaruga se torna cada vez mais difícil à medida que o animal envelhece; nos primeiros anos de vida, o casco da tartaruga pode mostrar anéis de crescimento visíveis que podem ser usados para estimar sua idade. Os anéis nas garras da tartaruga às vezes podem ser vistos até a idade de 14 anos.

## Ecologia

### Dieta

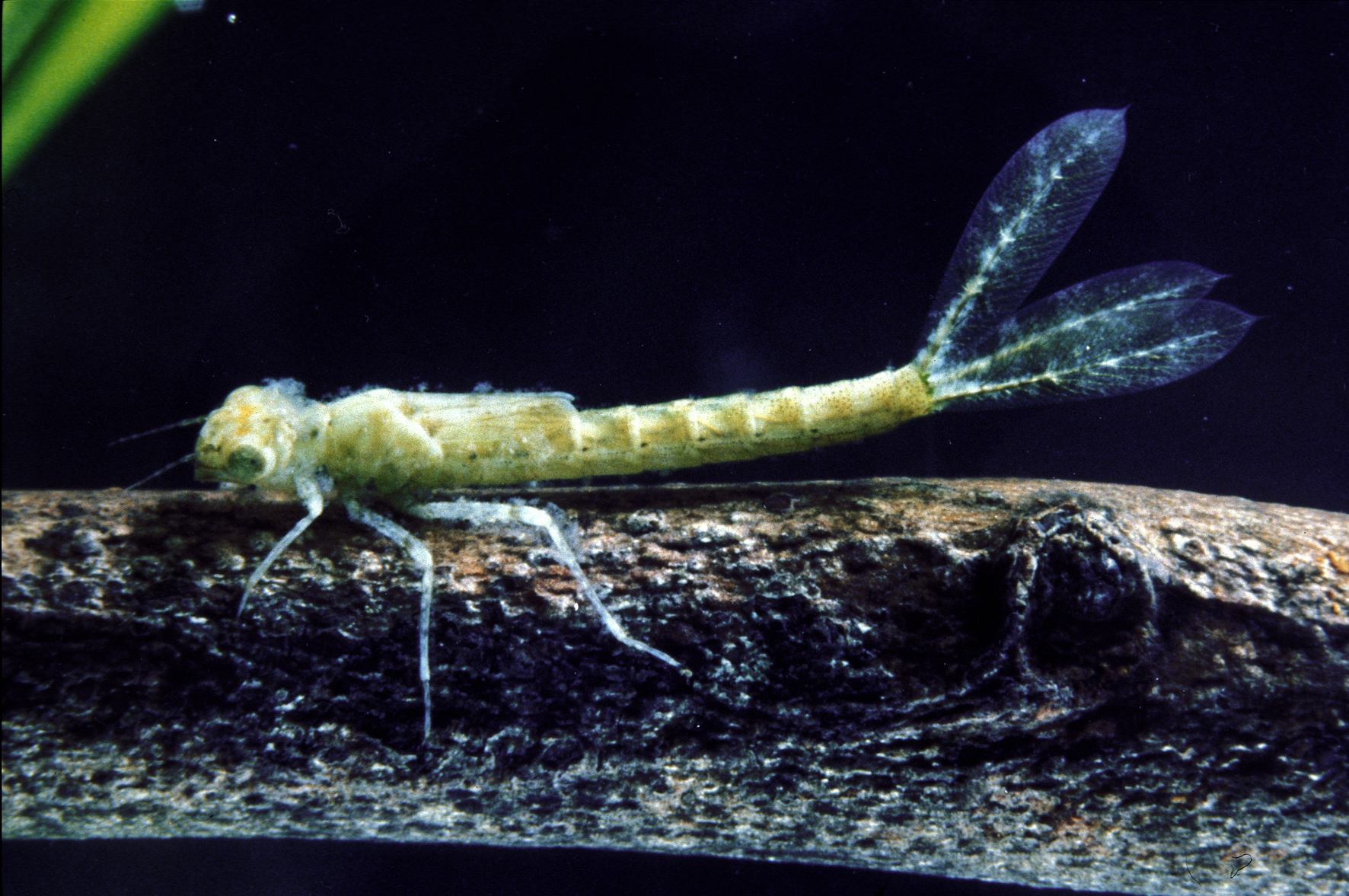
As ninfas de libélulas são um dos alimentos favoritos da tartaruga-galinha.

Como muitos membros da família Emydidae, as tartarugas-galinha são quase totalmente carnívoras durante o primeiro ano de vida. No entanto, elas são incomuns por preferirem uma dieta carnívora na idade adulta. Foi sugerido que isso explica as populações locais menores de D. reticularia em comparação com outras tartarugas relacionadas devido à competição com os peixes por alimentos, especialmente insetos. Na natureza, sabe-se que elas se alimentam de lagostins, invertebrados, girinos, vegetação e carniça, incluindo peixes mortos e outros animais. Carr descreveu ter visto uma tartaruga-galinha comendo brotos de Nuphar, enquanto adultos em cativeiro foram observados se alimentando de girinos de Lithobates capito, alface e peixes enlatados.
Em um estudo de 1997 sobre a matéria fecal de tartarugas-galinha coletada durante os meses de verão na Carolina do Sul, as ninfas de libélulas foram os alimentos mais comumente observados, juntamente com caracóis, aranhas e insetos, como baratas-d'água. Apenas 6 dos 43 espécimes haviam ingerido material vegetal. Investigações sobre o conteúdo do trato digestivo de tartarugas-galinha no centro-norte da Flórida, onde coexistem as subespécies oriental e da Flórida, encontraram resultados semelhantes. Decápodes (incluindo lagostins e camarões), libélulas e besouros foram os alimentos encontrados com mais frequência; 6 das 25 tartarugas consumiram quantidades mínimas de plantas ou algas. Uma pesquisa em Oklahoma encontrou evidências de que os adultos da subespécie ocidental seguem uma dieta mais onívora do que seus parentes. Embora lagostins e insetos ainda estivessem presentes na maioria das amostras fecais, 92,6% das amostras também continham material ou sementes de várias plantas, incluindo Juncus effusus e Typha latifolia.
A tartaruga-galinha é uma caçadora aquática. Ela aguarda na água e lança seu longo pescoço para fora rapidamente com a boca aberta para capturar alimentos vivos, confiando na visão para detectar sua presa. O comprimento do pescoço permite que ela capture presas que se movem rapidamente, como peixes e aranhas, que de outra forma poderiam escapar. Assim como a tartaruga-de-Blanding, a tartaruga-galinha usa um movimento de sucção ao se alimentar; toda a água ingerida durante o processo é expelida antes que o alimento seja engolido inteiro. A tartaruga-galinha-da-Flórida é conhecida por se alimentar passivamente, nadando com seu longo pescoço estendido e procurando alimentos em grupos de vegetação.

### Predadores
As informações sobre a predação da tartaruga-galinha são escassas, mas presume-se que predadores comuns, como guaxinins, gambás e serpentes, se alimentem de ovos e filhotes de tartarugas. As formigas-lava-pés também são conhecidas por atacar ninhos e matar filhotes de D. reticularia e outras tartarugas. Estudos sugerem que os seres humanos e os jacarés são os principais predadores da subespécie ocidental, enquanto um estudo na Flórida encontrou evidências de falcões Buteo lineatus predando várias tartarugas, inclusive a tartaruga-galinha-da-Flórida. Lontras, garças e tartarugas da família Chelydridae também são listadas como possíveis predadores.
A carne da tartaruga-galinha é considerada palatável e já foi amplamente vendida em mercados no sul dos Estados Unidos para uso em sopa de tartaruga; acredita-se que o nome vernacular seja uma referência ao sabor de sua carne. Ainda hoje, às vezes, ela é consumida em áreas rurais, embora isso seja incomum. O consumo por seres humanos não é mais considerado uma ameaça significativa à população de tartarugas-galinha.

### Parasitas
Diversos parasitas foram identificados durante exames de espécimes de tartarugas-galinha. Em 1968, Fain descreveu uma nova espécie de ácaro da superfamília Cheyletoidea [en], Caminacarus deirochelys, encontrado no reto de uma tartaruga-galinha coletada em Englewood, Flórida, 30 anos antes. O trematódeo Neopolystoma orbiculare foi relatado na bexiga da D. reticularia, enquanto o Telorchis corti é conhecido por parasitar tartarugas-galinha e vários outros membros da família Emydidae. Um estudo de 2016 de dois espécimes de tartarugas-galinha capturados no Alabama identificou uma espécie de Schistosoma até então desconhecida, o Spirorchis collinsi.

## Conservação

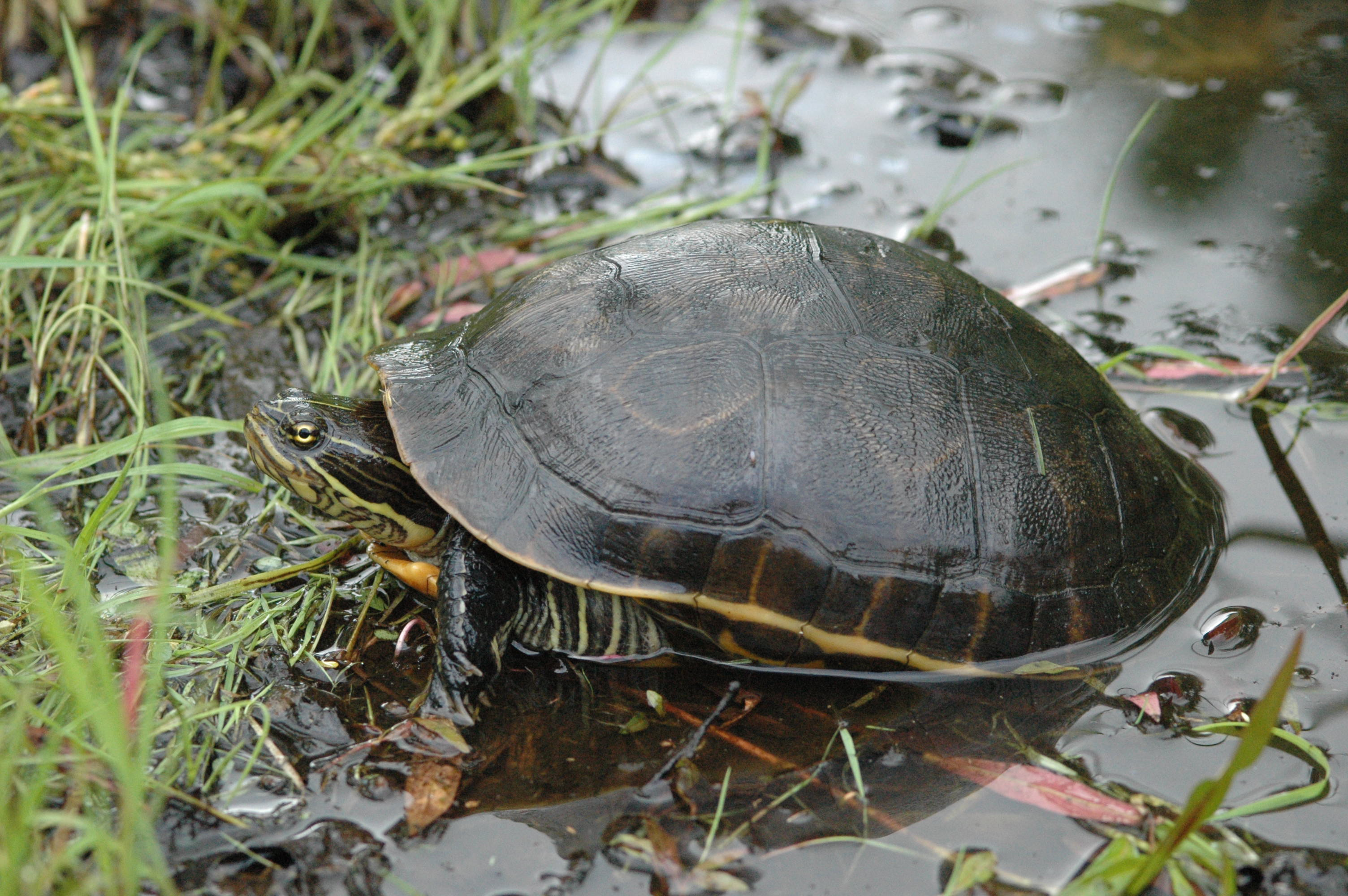
Tartaruga-galinha na Virgínia, onde se acredita que existam apenas cerca de 30 adultos.

A população de tartarugas-galinha como um todo é atualmente considerada segura e acredita-se que seja composta por pelo menos 100.000 adultos. As populações locais são geralmente pequenas, mas estáveis, porém a espécie é designada pela NatureServe como S1 (criticamente ameaçada) na Virgínia e no Missouri e S2 (ameaçada) no Arkansas, Louisiana, Carolina do Norte e Oklahoma. A tartaruga-galinha não aparece na Lista Vermelha da IUCN, embora a lista provisória do próprio Tortoise and Freshwater Turtle Specialist Group a considere como espécie quase ameaçada. Em nível estadual, a tartaruga-galinha é protegida por várias leis locais. Na Virgínia, onde se acredita que restem apenas cerca de 30 adultos, ela foi listada como “vulnerável” desde 1987 e também é considerada em risco pelo Programa de Patrimônio Natural do Alabama; as regulamentações locais determinam que apenas duas tartarugas podem ser mantidas e que essas devem ser para "uso pessoal" (por exemplo, como animais de estimação). Junto com outros répteis nativos, a remoção de tartarugas-galinha de seu habitat natural é regulamentada em vários estados em toda a sua área de distribuição, incluindo Texas, Geórgia e Carolina do Norte. A tartaruga-galinha está sujeita à proibição de captura comercial no Arkansas, onde é “extremamente rara”. No Missouri, onde até 1995 não havia registro de avistamentos por pelo menos 33 anos, ela está listada como espécie ameaçada de extinção, tornando a caça ilegal.
A perda de habitat parece ser a ameaça mais significativa para a estabilidade das populações de tartarugas-galinha. A atividade humana é uma das causas disso; os habitats úmidos preferidos das tartarugas são frequentemente convertidos para a agricultura, como o cultivo de arroz, ou para a construção civil. No Missouri e no Arkansas, em particular, a destruição de pântanos e de florestas é uma ameaça direta à tartaruga-galinha. Obstáculos criados pelo homem, como cercas e barreiras rodoviárias, também podem fazer com que as populações fiquem isoladas. Como prefere viver em corpos d'água pequenos e rasos que podem secar facilmente durante os meses mais quentes, a tartaruga-galinha também é suscetível à perda de habitats de terras altas ao redor de áreas úmidas para as quais migra durante períodos de seca. A migração também faz com que as tartarugas, especialmente as fêmeas em busca de locais de nidificação adequados, entrem nas estradas, onde são mortas pelo tráfego. O fogo é outra ameaça; os incêndios florestais estão se tornando cada vez mais comuns e, embora as queimadas controladas possam ajudar a proteger os habitats de áreas úmidas, diminuindo o risco de incêndios florestais, as tartarugas-galinha que passam o inverno em terra ou que foram forçadas a entrar na terra durante os meses mais secos podem ser atingidas por eles.
Vários locais habitados por tartarugas-galinha já estão sob proteção, tendo sido designados como reservas naturais ou áreas de conservação. No entanto, a preservação adicional de zonas úmidas, especialmente as temporárias, seria benéfica para garantir a estabilidade contínua da população. Em particular, as proteções atualmente em vigor raramente incluem as áreas circundantes de terra que a tartaruga-galinha habita durante a maior parte do ano. Cientistas de Oklahoma desenvolveram testes quantitativos de PCR quantitativo em tempo real para permitir que a presença de quatro répteis incomuns ou vulneráveis, incluindo a tartaruga-galinha, seja identificada por meio do DNA ambiental.